# Vasgeno
Vasgeno (em latim: Vasgenus; em armênio: Վազգեն; romaniz.: Vazgen) foi um vitaxa (vice-rei) de Gogarena da família mirrânida de 470 a 482, ativo durante o reinado do xainxá Perozes I (r. 459–484). Era filho e sucessor de Axuxa II. Após a morte de seu pai, foi para a capital sassânida de Ctesifonte e foi recebido por Perozes I, convertendo-se à antiga religião da família, o zoroastrismo. Como recompensa por sua conversão, recebeu o vice-reinado da Albânia e uma filha de Perozes em casamento. Adotando sua posição pró-iraniana, tentou forçar sua família a se converter ao zoroastrismo, incluindo sua primeira esposa Susana, o que eventualmente resultou em seu martírio, que morreu pela violência infligida por seu marido. Suas políticas eram inaceitáveis para o rei ibérico Vactangue I (r. 447–522), que o matou e então se revoltou contra o Império Sassânida em 482. Vasgeno foi sucedido por Axuxa III.

## Vida
Vasgeno (Vasgenus) é a forma latina do armênio Vasguém (Վազգեն, Vazgen), que é um nome originado no iraniano antigo *Vazacaina (*Vāz(a)-kaina-; ligado ao sânscrito vā́ja-, "força, vigor", e vājín-, "forte, heroi"). Em sua forma armênia, foi acoplada a partícula -ēn (-են).

## Biografia

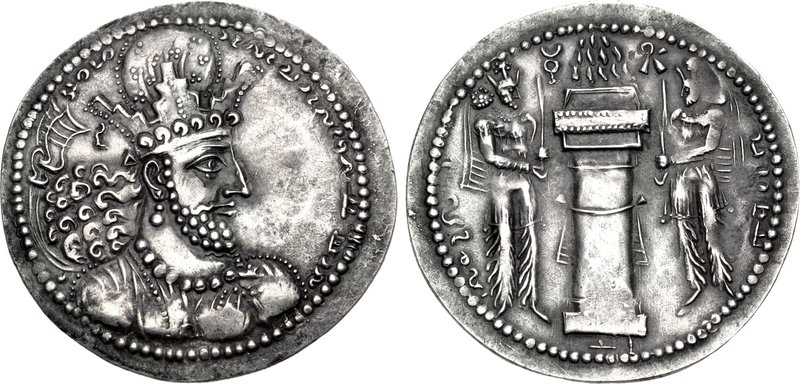
Dracma de r.

Vasgeno era filho de Axuxa II, o vitaxa de Gogarena, uma área histórica no Cáucaso, que originalmente fazia parte do Reino da Armênia, mas caiu sob a autoridade dos reis ibéricos depois que os sassânidas e romanos dividiram a Armênia com a Paz de Acilisena de 387. Não muito antes, o Reino da Ibéria caiu sob a autoridade dos sassânidas, que sob Sapor II (r. 309–379) instalaram Aspacures II no trono em 363. A família de Vasgeno — os mirrânidas — se estabeleceram sob Perozes como os vitaxas de Gogarena em ca. 330, suplantando os vitaxas guxáridas anteriores. Embora a família alegasse descendência dos governantes persas sassânidas do Irã, eram na realidade um ramo da Casa de Mirranes, uma das sete grandes casas do Irã. Sob Perozes, a família abandonou suas crenças zoroastristas em favor do cristianismo. Os mirrânidas de Gogarena desfrutavam de relações estreitas com os reis ibéricos (também de ascendência mirrânida), com quem se casaram.

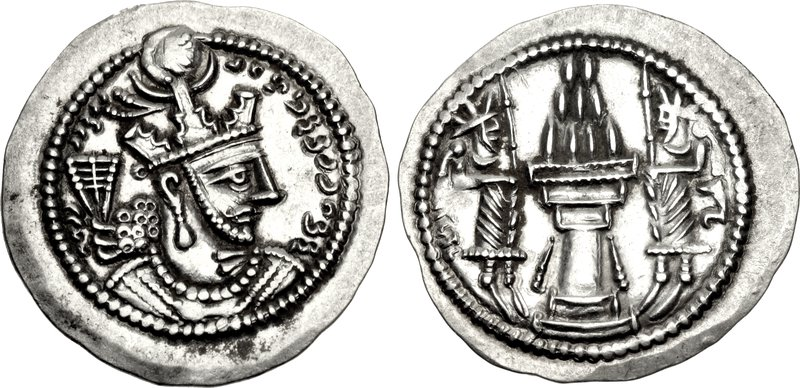
Dracma de r.

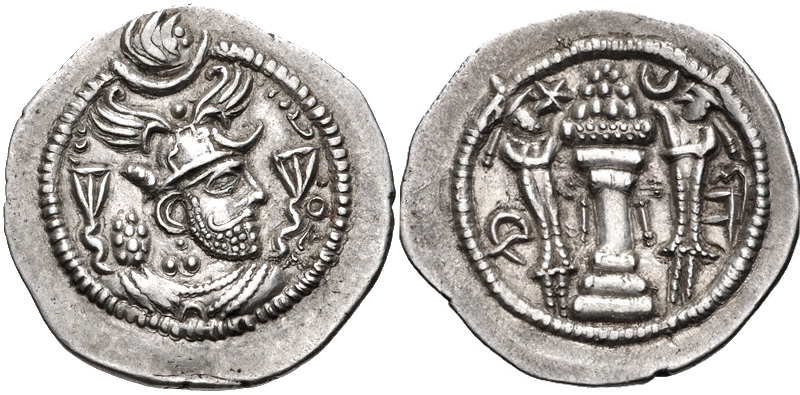
Dracma de r.

A mãe de Vasgeno era Anuxeverã Arzerúnio, uma nobre armênia da família Arzerúnio, que era cunhada do líder militar armênio Maictes Mamicônio, ele próprio irmão do rebelde e mártir Vardanes II. O pai de Vasgeno, Axuxa II, era refém da corte sassânida em Ctesifonte, e não pôde participar da rebelião armênia cristã (450–451), liderada por Vardanes contra o xainxá Isdigerdes II (r. 438–457). Após a derrota dos rebeldes armênios na Batalha de Avarair de 26 de maio de 451, Maictes foi morto em Taique. Os filhos de Maictes, Vaanes I, Vasaces, Bardas e Artaxias, foram feitos reféns e enviados para Ctesifonte, onde encontraram Axuxa II. Axuxa mais tarde conseguiu comprar sua liberdade de volta. Então libertou os filhos de Maictes e os levou de volta à Armênia com sua mãe. Mais tarde, Axuxa organizou o casamento de seu filho Vasgeno com Susana, filha de Vardanes.
Após a morte de seu pai Axuxa, Vasgeno foi para Ctesifonte, onde foi recebido pelo xainxá Perozes I (r. 459–484), converteu-se à antiga religião da família, o zoroastrismo, e mudou sua lealdade da monarquia ibérica cristã ao Império Sassânida. Como recompensa por sua conversão, recebeu o vice-reinado da Albânia e uma filha de Perozes em casamento. A basílica de Bolnissi Sioni na Ibéria é um testemunho da crescente influência sassânida ali. Foi construída em 478/9 na parte sul do país, que havia caído sob o controle dos mirrânidas. A iconografia da basílica mostrou características iranianas, enquanto sua inscrição, escrita em georgiano antigo, menciona o xainxá Perozes I. Sob Vasgeno e seus predecessores, a cidade de Tsurtavi foi transformada em uma das sedes do vitaxado. Os relatos do historiador ibérico contemporâneo Jacó de Tsurtavi indicam que Vasgeno era um soberano por direito próprio e reconhecia a suserania do xainxá apenas como um contrapeso aos reis ibéricos.
Defendendo sua posição pró-iraniana, Vasgeno tentou forçar sua família a se converter ao zoroastrismo, incluindo Susana, o que eventualmente resultou em seu martírio, morrendo pela violência infligida por seu marido. Seus esforços zoroastristas aparentemente se limitaram apenas aos de sua família. Não há relatos de tentativas de converter seus súditos cristãos, e a principal fonte à vida de Susana — o Martírio da Santa Rainha Susana — não considera o martírio de sua esposa como parte de uma perseguição cristã sistemática. Suas políticas eram inaceitáveis para o rei ibérico Vactangue I (r. 447–522), que o matou e então se revoltou contra o Irã em 482. Vasgeno foi sucedido por Axuxa III.